# Parafia św. Katarzyny Dziewicy i Męczennicy w Ostrem Bardzie
Parafia pw. św. Katarzyny Dziewicy i Męczennicy w Ostrym Bardzie – parafia należąca do dekanatu Połczyn-Zdrój, diecezji koszalińsko-kołobrzeskiej, metropolii szczecińsko-kamieńskiej. Została utworzona 14 maja 1984 roku. Siedziba parafii mieści się pod numerem 27.

## Miejsca święte

### Kościół parafialny
Kościół pw. św. Katarzyny Dziewicy i Męczennicy w Ostrym Bardzie
Kościół parafialny został zbudowany w 1693 roku, poświęcony w 1947 roku.

### Kościoły filialne i kaplice
- Kościół pw. Najświętszego Serca Pana Jezusa w Biernowie
- Kościół pw. Wniebowzięcia Najświętszej Maryi Panny w Buślarach
- Kościół pw. św. Jadwigi Śląskiej w Starym Ludzicku
- Punkt odprawiania Mszy św. w Łośnicy